# Піляєве
Піляєве — острів у Тихому океані, розташований у штаті Нуї, Тувалу.

## Зовнішні посилання
- Карта Нуї із зазначенням Піляєвого